# Raimundo Bassols
Raimundo Bassols Jacas (Barcelona, 2 de abril de 1926) es un diplomático español.

## Biografía
Nació en Barcelona en 1926. Licenciado en derecho en la Universidad de Barcelona se doctoró en Derecho por la Universidad de Bolonia.
Ingresó en la carrera diplomática en 1954. Bassols, que entre 1974 y 1976 estuvo al frente de la Dirección General de Relaciones Económicas Internacionales, fue nombrado entonces embajador jefe de la Misión de España ante las Comunidades Europeas en sustitución de Alberto Ullastres, y, cinco años más tarde, secretario de Estado para las Relaciones con las Comunidades Europeas, cesando en 1982.
Nombrado embajador en Marruecos en sustitución de Alfonso de la Serna mediante real decreto de 16 de febrero de 1983 dentro de una renovación del ministerio impulsada por Fernando Morán, entregó sus credenciales ante el monarca Hassan II el 2 de junio.
Cesado en 1987, fue entonces reasignado a la misión diplomática española en Buenos Aires, ejerciendo de embajador en Argentina entre 1987 y 1991.

## Distinciones
- Gran Cruz de la Orden de Isabel la Católica (1982)[7]
- Gran Cruz de la Orden del Mérito Militar, con distintivo blanco (1987)[8]

## Obras
- — (1995). España en Europa. Historia de la Adhesión a la CE. 1957-1985. Prólogo de Leopoldo Calvo‐Sotelo. Madrid: Política Exterior.[9]